# 埃滕-勒爾
埃滕-勒爾（荷蘭語：Etten-Leur，讀音ⓘ）是荷兰北布拉班特省的一个市镇，由原来的埃滕和勒尔两地合并而来。这两个镇的历史都可以追溯到中世纪，梵高和他的家人曾迁居于埃滕。1950年由于经济衰退和人口减少，政府将两个镇子合并。